# Лоранс Куртуа
Лоранс Куртуа (фр. Laurence Courtois, нар. 18 січня 1976) — колишня професійна бельгійська тенісистка.
Здобула чотири парні титули  туру WTA. 
Найвищу одиночну позицію рейтингу WTA — 37 місце досягнула 18 листопада 1996, парну — 32 місце — 10 квітня 2000 року.
Завершила кар'єру 2002 року.

## Фінали Туру WTA

### Одиночний розряд 2
| Легенда           |   |
| Grand Slam        | 0 |
| WTA Championships | 0 |
| Tier I            | 0 |
| Tier II           | 0 |
| Tier III          | 0 |
| Tier IV & V       | 0 |

| Результат | Ранг | Дата           | Турнір                    | Покриття | Опонент        | Рахунок  |
| --------- | ---- | -------------- | ------------------------- | -------- | -------------- | -------- |
| Поразка   | 1.   | 19 травня 1996 | Cardiff, Wales            | Ґрунт    | Домінік Монамі | 4–6, 2–6 |
| Поразка   | 2.   | 13 червня 1999 | Tashkent Open, Узбекистан | Тверде   | Анна Смашнова  | 3–6, 3–6 |

### Парний розряд 9 (4–5)
| Легенда           |   |
| Grand Slam        | 0 |
| WTA Championships | 0 |
| Tier I            | 0 |
| Tier II           | 1 |
| Tier III          | 1 |
| Tier IV & V       | 2 |

| Титули за покриттям |   |
| Тверде              | 3 |
| Ґрунт               | 1 |
| Трава               | 0 |
| Килим               | 0 |

| Результат | Ранг | Дата             | Турнір                 | Покриття   | Партнер               | Опоненти                              | Рахунок            |
| --------- | ---- | ---------------- | ---------------------- | ---------- | --------------------- | ------------------------------------- | ------------------ |
| Перемога  | 1.   | 20 лютого 1994   | Open GDF Suez, Франція | Килим (i)  | Сабін Аппельманс      | Марі П'єрс Андреа Темешварі           | 6–4, 6–4           |
| Поразка   | 2.   | 8 січня 1995     | Джакарта, Індонезія    | Тверде     | Нансі Фебер           | Клаудія Порвік Іріна Спирля           | 2–6, 3–6           |
| Поразка   | 3.   | 14 квітня 1996   | Джакарта, Індонезія    | Тверде     | Нансі Фебер           | Хіракі Ріка Кадзімута Наоко           | 6–7, 5–7           |
| Поразка   | 4.   | 19 травня 1996   | Cardiff, Wales         | Ґрунт      | Ельс Калленс          | Катріна Адамс Маріан де Свардт        | 0–6, 4–6           |
| Поразка   | 5.   | 26 жовтня 1997   | BGL Luxembourg Open    | Килим (i)  | Мейке Бабель          | Лариса Савченко-Нейланд Гелена Сукова | 2–6, 4–6           |
| Перемога  | 6.   | 9 серпня 1998    | Istanbul, Туреччина    | Тверде     | Мейке Бабель          | Оса Свенссон Флоренсія Лабат          | 6–0, 6–2           |
| Перемога  | 7.   | 25 квітня 1999   | Cairo, Єгипет          | Ґрунт      | Аранча Санчес Вікаріо | Іріна Спирля Кароліна Віс             | 5–7, 6–1, 7–6      |
| Перемога  | 8.   | 24 жовтня 1999   | Братислава, Словаччина | Тверде (i) | Кім Клейстерс         | Ольга Барабанщикова Лілія Остерло     | 6–2, 3–6, 7–5      |
| Поразка   | 9.   | 5 листопада 2000 | Лейпціг, Німеччина     | Килим (i)  | Кім Клейстерс         | Аранча Санчес Вікаріо Анн-Гель Сідо   | 7–6(8–6), 5–7, 3–6 |

## Фінали ITF

### Одиночний розряд: 5 (3–2)
| Турніри $100,000 |
| Турніри $75,000  |
| Турніри $50,000  |
| Турніри $25,000  |
| Турніри $10,000  |

| Результат | Ранг | Дата            | Турнір                   | Покриття  | Опонент             | Рахунок       |
| Перемога  | 1.   | 17 серпня 1992  | Koksijde, Бельгія        | Ґрунт     | Ольга Лугіна        | 6–3, 3–6, 6–3 |
| Runner–up | 2.   | 5 квітня 1993   | Лімож, Франція           | Килим     | Сільвія Фаріна-Елія | 3-6, 3-6      |
| Перемога  | 3.   | 13 вересня 1993 | Софія, Болгарія          | Ґрунт     | Светлана Кривенчева | 6–1, 6–1      |
| Перемога  | 4.   | 27 вересня 1993 | Kirchheim, Австрія       | Ґрунт     | Барбара Паулюс      | 6–1, 6–3      |
| Runner–up | 5.   | 22 жовтня 2000  | Кардіфф, Велика Британія | Килим (i) | Драгана Зарич       | 5–7, 7–5, 4–6 |

### Парний розряд: 16 (13-3)
| Результат | Ранг | Дата              | Турнір                       | Покриття   | Партнер          | Опоненти                               | Рахунок            |
| Перемога  | 1.   | 25 серпня 1991    | Koksijde, Бельгія            | Ґрунт      | Нансі Фебер      | Неллі Баркан Ольга Лугіна              | 4–6, 6–0, 6–4      |
| Перемога  | 2.   | 27 жовтня 1991    | Фленсбург, Німеччина         | Килим (i)  | Нансі Фебер      | Alena Havrlíková Ivana Havrliková      | 6–2, 6–3           |
| Перемога  | 3.   | 10 листопада 1991 | Ljusdal, Швеція              | Килим (i)  | Нансі Фебер      | Cora Linneman Ева Лена Ольссон         | 6–2, 7–6(7–3)      |
| Перемога  | 4.   | 1 лютого 1992     | Дандерид (комуна), Швеція    | Килим (i)  | Нансі Фебер      | Katrien de Craemer Ольга Лугіна        | 7–6(7–0), 6–3      |
| Перемога  | 5.   | 19 квітня 1993    | Барі, Італія                 | Ґрунт      | Ева Мартінцова   | Яел Сегал Кіррілі Шарп                 | 2-6, 6-4, 6-1      |
| Перемога  | 6.   | 17 серпня 1997    | Братислава, Словаччина       | Ґрунт      | Генрієта Надьова | Павліна Нола Светлана Кривенчева       | 6–1, 6–0           |
| Перемога  | 7.   | 5 липня 1998      | Штутгарт, Німеччина          | Ґрунт      | Мая Мурич        | Юлія Абе Любомира Бачева               | 6–1, 6–4           |
| Перемога  | 8.   | 13 липня 1998     | Дармштадт, Німеччина         | Ґрунт      | Нелле ван Лоттум | Віраг Чурго Нора Кевеш                 | 7–5, 6–2           |
| Перемога  | 9.   | 18 жовтня 1998    | Саутгемптон, Велика Британія | Килим (i)  | Ельс Калленс     | Амелі Кокто Емілі Луа                  | 6–2, 6–2           |
| Перемога  | 10.  | 25 жовтня 1998    | Welwyn, Велика Британія      | Килим (i)  | Тіна Кріжан      | Луїс Флемінг Саманта Сміт              | 7–6, 6–4           |
| Перемога  | 11.  | 7 березня 1999    | Дубай (місто), ОАЕ           | Тверде     | Оса Свенссон     | Лаура Голарса Ірина Селютіна           | 6–3, 5–7, 6–0      |
| Runner–up | 12.  | 22 жовтня 2000    | Кардіфф, Велика Британія     | Килим (i)  | Джулія Казоні    | Жулі Пуллен Лорна Вудрофф              | 6–0, 1–6, 3–6      |
| Runner–up | 13.  | 4 березня 2001    | Міннеаполіс, США             | Тверде (i) | Алісія Молік     | Іветте Бастінг Олена Татаркова         | 5–7, 6–7(0–7)      |
| Перемога  | 14.  | 2 квітня 2001     | Дубай (місто), ОАЕ           | Тверде     | Седа Норландер   | Каролін Денін Каталін Мароші           | 6–3, 6–0           |
| Поразка   | 15.  | 8 липня 2001      | Орбетелло, Італія            | Ґрунт      | Любомира Бачева  | Марія Емілія Салерні Патрісія Тарабіні | 6–7(5–7), 6–3, 1–6 |
| Перемога  | 16.  | 14 жовтня 2001    | Пуатьє, Франція              | Тверде (i) | Крісті Богерт    | Любомира Бачева Аманда Гопманс         | 6–1, 7–5           |